# چهره (فیلم ۱۳۷۴)
چهره فیلمی ایرانی به کارگردانی، نویسندگی و تهیه‌کنندگی سیروس الوند است که در سال ۱۳۷۴ منتشر شد. ابوالفضل پورعرب، عاطفه رضوی، سعید پورصمیمی، گوهر خیراندیش و شیوا خنیاگر از بازیگران این فیلم هستند. خیراندیش و رضوی برای این فیلم به ترتیب نامزد دریافت جایزهٔ سیمرغ بلورین بهترین بازیگر نقش دوم و نقش اول زن از چهاردهمین دوره جشنواره بین‌المللی فیلم فجر شدند.

## خلاصهٔ فیلم
مهندس فریدون بهنام بعد از دوازده سال از آمریکا به ایران آمده و به‌طور اتفاقی دوست قدیمی‌اش مجید قانع را می‌بیند و در میهمانی‌های مجید و دوستانش شرکت می‌کند و بعد از چند بار رفت و آمد با خانوادهٔ دوستان مجید، از ثریا دختر سرهنگ مودت خواستگاری کرده و مراسم عقد را برگزار می‌کنند. بهنام قصد مجتمع‌سازی در خارج از تهران را دارد و از مجید، سرهنگ مودت و دوستان‌شان ماشاءالله خلفی و استاد اکبر و طغرل می‌خواهد که در این سرمایه‌گذاری شرکت کنند و آن‌ها هم به اتفاق همسران‌شان همهٔ اموال‌شان را پول نقد کرده و تحویل مهندس بهنام می‌دهند، اما فردای آن روز مطلع می‌شوند که بهنام تمامی پول‌ها را برداشته و هیچ نشانه‌ای از خود باقی نگذاشته‌است تا اینکه بهنام با ثریا تماس می‌گیرد و از او می‌خواهد که با هم به خارج از کشور بروند اما ثریا قبول نمی‌کند و فریدون بهنام پول‌ها را به صاحبانش برمی‌گرداند.

## بازیگران
| بازیگر            | نقش          | یادداشت        |
| ----------------- | ------------ | -------------- |
| ابوالفضل پورعرب   | فریدون بهنام | نامزد ثریا     |
| عاطفه رضوی        | ثریا         | دختر مودت      |
| سعید پورصمیمی     | غلامرضا مودت | سرهنگ بازنشسته |
| گوهر خیراندیش     | ملک تاج      | همسر طغرل      |
| سیروس ابراهیم‌زاده | طغرل بالادهی | همسر ملک تاج   |
| شمسی فضل‌اللهی     | ایران        | همسر مودت      |
| امرالله صابری     | ماشالا خلفی  | شوهر فروغ      |
| محمود جعفری       | مجید قانع    | شوهر مهری      |
| اصغر بیچاره       | استاد کمالی  |                |
| زهره صفوی         | عزیز         | مادر فریدون    |
| شیوا خنیاگر       | فروغ         | همسر ماشا      |
| سهیلا رضوی        | مهری         | همسر مجید      |
| اکبر رحمتی        | بهارمست      | شوهر زهره      |
| فتانه آصف         | زهره         | همسر بهارمست   |
| سیروس تسلیمی      | سروان نجاتی  |                |